# Frater (vogel)
De frater (Linaria flavirostris; synoniem: Carduelis flavirostris) is een zangvogel uit de familie van de vinkachtigen (Fringillidae).

## Kenmerken
Ze hebben een dof izabelkleurige, zwart en bruin gestreepte bovenzijde. De onderzijde is lichter izabelkleurig, maar dan donker gestreept. De snavel heeft een grijsgele kleur. De lichaamslengte bedraagt ongeveer 13,5 cm.

## Leefwijze
Het voedsel bestaat uit insecten en zaden.

## Verspreiding en leefgebied
Deze in troepen levende soort komt voor in Europa en westelijk Azië op open terreinen met gras, mos en korstmossen, op de heide en op braakliggend land met kleine struikjes of boompjes. Zijn broedgebied bevindt zich in noordelijk Europa. De winter brengt hij door langs de kusten van het Kanaal, de Noordzee, de Oostzee en het Skagerak.
De soort telt negen ondersoorten:
- L. f. pipilans (Britse frater): noordelijk Ierland en noordelijk Brittannië.
- L. f. flavirostris: noordelijk Scandinavië en noordwestelijk Rusland.
- L. f. brevirostris: Turkije, de Kaukasus en noordelijk Iran.
- L. f. kirghizorum: noordelijk en centraal Kazachstan.
- L. f. korejevi: van noordoostelijk Kazachstan tot noordwestelijk China.
- L. f. altaica: zuidwestelijk Siberië, noordelijk en westelijk Mongolië.
- L. f. montanella: Kirgizië, Tadzjikistan, noordelijk Afghanistan en noordwestelijk Pakistan tot noordwestelijk China.
- L. f. miniakensis: oostelijk Tibet en westelijk China.
- L. f. rufostrigata: westelijk en zuidelijk Tibet, noordelijk India en noordelijk Nepal.

Fraters komen in de wintermaanden ook in Nederland voor, vooral in het noorden.